# Henry Rose
Henry Howard Rose  (ur. 1856, zm. 1923) – amerykański polityk, dwudziesty dziewiąty burmistrz Los Angeles.
Stanowisko to sprawował od 1 lipca 1913 do 1 lipca 1915. Za jego kadencji zbudowano pierwsze miejskie nabrzeże, zaczęto budować Southwest Museum, wprowadzono także do użytku miejskiego piętrowe autobusy. Zainaugurował uruchomienie Akweduktu Los Angeles.
Za najważniejsze osiągnięcie uchodzi sprawa regulacji własności energii elektrycznej przez miasto.
W 1915 roku wycofał się z działalności publicznej, uzasadniając to poniesionymi osobistymi stratami finansowymi podczas pełnienia funkcji burmistrza Los Angeles.